# Lindau-Aeschach
Lindau-Aeschach – przystanek kolejowy w Lindau (Bodensee),  w kraju związkowym Bawaria, w Niemczech, znajduje się w dzielnicy Aeschach, przy Weckerstraße. Zatrzymują się tutaj pociągi Regionalbahn.
W przeszłości istniał również przystanek o tej nazwie na linii Allgäubahn, oba przystanki dzieliło kilkadziesiąt metrów.

## Połączenia
Stacje końcowe pociągów:
- Friedrichshafen Hafen
- Friedrichshafen Stadt
- Lindau Hauptbahnhof

| Wasserburg am Bodensee       |  |                                       |
| Linia Bodenseegürtel         |  |                                       |
| Enzisweilerodległość: 2,2 km |  | Lindau Hauptbahnhof odległość: 1,9 km |